# Königsegg-Aulendorf
Königsegg-Aulendorf fue un condado del sudeste de Baden-Württemberg, Alemania. Fue creado en 1622 como baronía y partición de la baronía de Königsegg, y fue elevado a condado en 1629.
Para 1806, los territorios de Königsegg-Aulendorf eran cuatro exclaves separados, centrado en Königsegg en el oeste, Aulendorf en el este, y dos territorios más pequeños (norte y sur) del territorios de los Caballeros Teutónicos en Altshausen. Königsegg-Aulendorf fue mediatizado al reino de Wurtemberg en 1806.

## Barón de Königsegg-Aulendorf (1622-29)
- Juan Jorge (1622-1629)

## Condes de Königsegg-Aulendorf (1629-1806)
- Juan Jorge (1629-1666)
- Antonio Eusebio (1666-1692)
- Francisco Maximiliano (1692-1710)
- Carlos Siegfried (1710-1765)
- Hermán Federico (1765-1786)
- Ernesto (1786-1803)
- Francisco (1803-1806)

## Condes mediatizados de Königsegg-Aulendorf (1806-presente)
- Francisco, 1º conde 1803-1863 (1787-1863)
  - Gustavo, 2º conde 1863-1882 (1813-1882)
  - Alfredo, 3º conde 1882-1898 (1817-1898)
    - Javier, 4º conde 1898-1927 (1858-1927)
      - José Erwin, 5º conde 1927-1951 (1891-1951)
        - Juan, 6º conde 1951-presente (n. 1925)
          - Maximiliano, conde heredero de Königsegg-Aulendorf (n. 1958)